# 上山仁子
上山 仁子（うえやま ひとこ）は、アメリカ東海岸在住のグラフィックデザイナー・ライフコーチ・ユーチューバーである。
2021年より戸籍上の名前は「磯野 仁子（いその ひとこ）」と変更。英語名は「Hitoko Ueyama Isono」または「Hitoko Isono」。
1996年から2020年までは「Hitoko Ueyama Burke」だった（離婚後も同名を使用）。その時に授かった子どもが3人いる。

## 概要
東京の広告業界で働いた後、アメリカへ渡る。アートスクールに通いながら「ニューヨーカー」でのデザインインターン、インディペンデント系フィルムポストプロダクションのアートディレクターとしてニューヨークを基盤に活動を開始。
卒業後はコーポレイト系デザインファームでのシニアデザイナーとして採用。グラフィックデザインの他にもライターとして、ニューヨークに関する生活エッセイ本を出版したり、ウェブマガジンを運営するなど、執筆業も始める。2006年には「hitoko u.b. new york」という独自のファッションブランドを立ち上げる。「made in Japan」を謳うシルクスカーフをセルフプロデュース・デザイン。コンランショップ（ニューヨーク）、高島屋NY、渋谷セルリアンタワー東急ホテル内ストアーなどにて販売されていた。
現在は、ノースカロライナ州在住で、グラフィックデザイナー兼ビデオエディターとして地元自治体で働いている。同州トライアングルエリアの日本語フリー情報誌の編集長の経験を生かし、同州で日系情報を提供するウェブサイトなど立ち上げ、日系コミュニティにも貢献。
アメリカ人との結婚でもうけた3人の子どもを、バイリンガル教育するかたわら、日本人全般の英語学習支援にも積極的である。コロナ期より当時遠距離関係にあった婚約者と一緒にユーチューブチャンネルを開始。2度目の離婚後に取得したコーチングの資格を生かし「55歳以上に人生最高の幸せを手にいれるライフスタイル」を取り入れるための思考や行動についての発信を夫婦で続けている。

## 経歴
以下の経歴は、本人のHPからの引用である。
神戸生まれ、東京育ち。1992年よりアメリカ東海岸（ニューヨーク＆ノースカロライナ州）在住。 
ニューヨークのアートスクール（School of Visual Arts, NY）、グラフィックデザイン科卒業。 
子どもの頃は、読書が好きでひたすらピアノに向かっているおとなしいタイプだった。 
学生時代『伊勢丹』PR誌のモデルをした時に知り合った、アートディレクターの鈴木誠氏にグラフィックデザイナーになる道を誘われ、そのまま彼のアシスタントになる。 
伊勢丹『シンデレラプレス』、『イプサ』季刊誌 『kawaii click』などの制作を通してデザインの基礎を学ぶ。宮沢りえ「ふんどし」カレンダーにもスタッフとして参加。 
日本でバブルがはじける頃、コンピューター（マッキントッシュ）の導入と共に、デザイナーとしての将来設計を真面目に考え、渡米を計画する。 
当時グラフィックデザイナー として参加していた長野オリンピック招致活動が終了した 1992年の初夏、ニューヨークへ渡る。3ヵ月後の父親の突然の死去で一旦帰国することになるが、翌年意を決して再度渡米。スクール・オヴ・ヴィジュアル・アーツ、デザイン科に入学する。 
在学中、ティナ・ブラウン率いる雑誌社『The New Yorker（ニューヨーカー）』でのインターンを務め、ニューヨークのセレブたちと知り合う。写真家アヴェドンや、リーボヴィッツなど巨匠たちとも仕事を共にする。 
フリーランスとしても仕事を続けていたが、 大学卒業後、映画のタイトルを制作するポストプロダクションスタジオへアートディレクターとして就職。ウディ・アレン、ハル・ハトリー、エイベル・フェラーラなど、ニューヨークを拠点とする映画監督の作品を担当する。ヒッチコック映画など多くの名作タイトルを手掛けたデザイナー、ソウル・バスからも影響を受けた。 
その後『harmon design ny』でのシニアグラフィックデザイナーとしての経験を経て現在は、ノースカロライナ州ローカルガヴァメントのマーケティング部署所属グラフィックデザイナーとして働きながら、フリーランスの仕事も続けている。 
2006年秋に『hitoko u.b. new york』という自身のブランドラインを立ち上げ、シルク100％のスカーフを発表する。ニューヨークフィスフアヴェニューの当時はハイエンドなファッション小物を多く扱っていた日系百貨店の『高島屋NY』でデビューを飾った。 
3人の子どもを持つワーキングママとして、1990年代後半から執筆活動を始め、現在まで２冊のエッセイ本を出版するかたわら、ウェブマガジンやキンドルなど各媒体でアメリカ生活での簡単な時事や子育に関する記事、女性（特にシングルマザー）に対する偏見や差別がなくなり全ての人が生きやすくなるための社会作りのためにコラムを書き続けている。 
2009年7月8月号より日系フリー新聞の編集長に就任。
プロボノ（ヴォランティア）活動の一環として、2012年5月に辞任するまで、アメリカノースカロライナ州トライアングルエリアの日本人コミュニティの為に貢献した。
引き続き新しいウェブマガジンでコミュニティーの活性化に貢献するために情報提供を続けている。 
その他のボランティア活動では、ウェストチェスターのニューヨーク補習授業校の50周年を記念する校章と校旗の制作、ノースカロライナの地元の学校でのイベントフォトグラファーとして子どもたちの姿を写真に収めている。また、ホームレスシェルターにて食事を作ったりスポーツイベントでのボランティア活動も家族で行っている。
現在は、大きく成長した子どもたちの子育て完了に向けて日々奮闘する中、経験から学んだことを生かしコーチングの資格を取得。
40年ぶりにネットで再会した幼なじみとスピード婚約しコロナ遠距離恋愛を経て2021年5月に結婚。 
二人でこれから迎える人生最高の時を多くの人たちとシェアできるように、50代の幸せなライフスタイルを提案するYouTubeチャンネルを二人で立ち上げた。

## 資格・学歴
- The University of North Carolina at Chapel Hill 大学院　デジタルコミュニケーション科（2025年卒業予定[1]）
- ブランド評価管理 資格取得
- フィグマ エッセンシャル トレーンング 資格取得
- メンタルヘルス基礎コース 完了
- グローバル ライフコーチ 資格取得
- School of Visual Arts, NY グラフィックデザイン科　卒業（Graduating with honors）
- タイプライター検定C級

## 受賞歴
- 勤続15年 功労賞 2023（ダーラムカウンティガバメント）
- コレクタブルカードデザイン 2023 アチーブメントアワード賞（NACo）
- ５スター カスタマーサービス賞 2022（ダーラムカウンティ）
- ドキュメンタリー写真 パブリックリレーションズプロモーショナルプロジェクトアワード 2020（ノースカロライナ州パブリックサービスディレクターズアソシエーション）
- ピナクルアーチスト賞 1991（DDB Worldwide）